# Hageland Aviation Services
Hageland Aviation Services — колишня американська регіональна авіакомпанія зі штаб-квартирою в місті Анкорідж (Аляска, США), що виконувала регулярні пасажирські та чартерні перевезення між невеликими аеропортами штату Аляска.
Портом приписки авіакомпанії і її головним транзитним вузлом (хабом) є Міжнародний аеропорт Анкоридж імені Теда Стівенса, як вторинного хаба перевізник використовує Аеропорт імені Вілі Поста-Вілла Роджерса у місті Барроу (Аляска).

## Історія
Авіакомпанія Hageland Aviation Services була заснована в 1981 році в Маунтін-Вілладж (штат Аляска) бізнесменами Джеймсом Твето і Майком Хейгелендом. Спочатку флот перевізника складався з одного літака Cessna 180.
Згодом Hageland Aviation Services стала дочірнім підрозділом керуючого холдингу HoTH, Inc. поряд з трьома місцевими авіакомпаніями Frontier Flying Service, Arctic Circle Air і Era Aviation. Чотири авіаційних перевізника холдингу в даний час працюють під загальним брендом Frontier Alaska і мають найбільший флот і найбільшу маршрутну мережу серед інших авіакомпаній у штаті Аляска.
У березні 2007 року в штаті авіакомпанії працювало 172 працівника.
Припинила існування в 2019 році.

## Флот
Станом на січень 2010 року повітряний флот авіакомпанії Hageland Aviation Services складався з таких літаків
- 1 Beech 1900C Cargo
- 1 Cessna 180
- 1 Cessna 206
- 19 Cessna 207
- 17 Cessna Caravan 675B
- 4 Reims/Cessna F406

## Маршрутна мережа
У 2007 році Hageland Aviation Services виконувала регулярні пасажирські рейси за наступними пунктами призначення:
1. Акіачак (KKI) — Аеропорт Акіачак
2. Акіак (AKI) — Аеропорт Акіак
3. Алаканек (AUK) — Аеропорт Алаканек
4. Емблер (ABL) — Аеропорт Емблер
5. Анкорідж (ANC) — Міжнародний аеропорт Анкорідж імені Теда Стівенса (хаб)
6. Аніак (ANI) — Аеропорт Аніак
7. Анвік (ANV) — Аеропорт Анвік
8. Алмаутлак (ATT) — Аеропорт Алмаутлак
9. Атказук (ATK) — Аеропорт Атказук імені Едварда Барнелла
10. Барроу (BRW) — Аеропорт імені Вілі Поста-Уілла Роджерса (хаб)
11. Бартер-Айленд/Кактовік (BTI) — Аеропорт Бартер-Айленд LRRS
12. Бетел (BET) — Аеропорт Бетел
13. Бревіг-Мішн (KTS) — Аеропорт Бревіг-Мішн
14. Бакленд (BKC) — Аеропорт Бакленд
15. Чефорнак (CYF) — Аеропорт Чефорнак
16. Чевак (VAK) — Аеропорт Чевак
17. Чуатбалак (CHU) — Аеропорт Чуатбалак
18. Крукід-Крік (CKD) — Аеропорт Крукід-Крік
19. Дедхорс (SCC) — Аеропорт Дедхорс
20. Дірінг (DRG) — Аеропорт Дірінг
21. Ік (EEK) — Аеропорт Ік
22. Елім (ELI) — Аеропорт Елім
23. Еммонак (EMK) — Аеропорт Еммонак
24. Гамбелл (GAM) — Аеропорт Гамбелл
25. Головін (GLV) — Аеропорт Головін
26. Грейлінг (KGX) — Аеропорт Грейлінг
27. Холі-Кросс (HCR) — Аеропорт Холі-Кросс
28. Хупер-Бей (HPB) — Аеропорт Хупер-Бей
29. Калскаг (KLG) — Аеропорт Калскаг
30. Кейсіглек (KUK) — Аеропорт Кейсіглек
31. Кіана (IAN) — Аеропорт імені Боба Бейкера
32. Кіпнек (KPN) — Аеропорт Кіпнек
33. Ківаліна (KVL) — Аеропорт Ківаліна
34. Кобек (OBU) — Аеропорт Кобек
35. Конгиганак (KKH) — Аеропорт Конгіганак
36. Котлайк (KOT) — Аеропорт Котлайк
37. Коцебу (OTZ) — Аеропорт імені Ральфа Вайена
38. Койук (KKA) — Аеропорт Койук імені Альфреда Адамса
39. Кветлек (KWT) — Аеропорт Кветлек
40. Квігіллінгок (KWK) — Аеропорт Квігіллінгок
41. Маршалл (MLL) — Аеропорт Маршалл імені Дона Хантера
42. Меорієк (MYU) — Аеропорт Меорієк
43. Маунтін-Вілладж (MOU) — Аеропорт Маунтін-Вілладж
44. Ньюток (WWT) — Аеропорт Ньюток
45. Найтмьют (NME) — Аеропорт Найтмьют
46. Ноатак (WTK) — Аеропорт Ноатак
47. Ном (OME) — Ном (аеропорт)
48. Нурвік (ORV) — Аеропорт імені Роберта (Боба) Куртіса
49. Нуйксут (NUI) — Аеропорт Нуйксут
50. Нунам-Ікуа (SXP) — Аеропорт Шелдон-Пойнт
51. Нанапітчек (NUP) — Аеропорт Нанапітчек
52. Пайлот-Стейшн (PQS) — Аеропорт Пайлот-Стейшн
53. Пойнт-Лей (PIZ) — Аеропорт Пойнт-Лей LRRS
54. Порт-Кларенс (KPC) — База берегової охорони Порт-Кларенс
55. Квінхаджак (KWN) — Аеропорт Квінхаджак
56. Ред-Девіл (RDV) — Аеропорт Ред-Девіл
57. Рашен-Мішен (RSH) — Аеропорт Рашен-Мішен
58. Савунга (SVA) — Аеропорт Савунга
59. Скаммон-Бей (SCM) — Аеропорт Скаммон-Бей
60. Селавік (WLK) — Аеропорт Селавік
61. Шагелук (SHX) — Аеропорт Шагелук
62. Шактулік (SKK) — Аеропорт Шактулік
63. Шишмарьов (SHH) — Аеропорт Шишмарьов
64. Шаньнак (SHG) — Аеропорт Шаньнак
65. Слітмьют (SLQ) — Аеропорт Слітмьют
66. Сент-Меріс (KSM) — Аеропорт Сент-Меріс
67. Сент-Майкл (SMK) — Аеропорт Сент-Майкл
68. Стеббінс (WBB) — Аеропорт Стеббінс
69. Теллер (TLA) — Аеропорт Теллер
70. Токсук-Бей (OOK) — Аеропорт Токсук-Бей
71. Талуксак (TLT) — Аеропорт Талуксак
72. Тантутуліак (WTL) — Аеропорт Тантутуліак
73. Тунунак (TNK) — Аеропорт Тунунак
74. Уналакліт (UNK) — Аеропорт Уналакліт
75. Уейнрайт (AIN) — Аеропорт Уейнрайт
76. Уайт-Маунтін (WMO) — Аеропорт Уайт-Маунтін

## Авіаподії і нещасні випадки
- 8 листопада 1997 року. Літак Cessna 675B, що виконував регулярний рейс 500, розбився поблизу Аеропорту імені Вілі Поста-Вілла Роджерса через закінчення в польоті палива. Всі вісім чоловік, що знаходилися на борту літака, загинули.